# De geograaf
De geograaf is een gecompliceerd schilderij waarop de Hollandse meester Johannes Vermeer het belang van onderzoek en wetenschap naar voren brengt. Hij demonstreert daarnaast zijn beheersing van de lichtinval op bijvoorbeeld de plooien van de mouw, en zijn kennis van het perspectief. Er is gesuggereerd dat de geportretteerde de Delftse geleerde Antoni van Leeuwenhoek is.

## Voorstelling
Op het schilderij is een geograaf in zijn werkkamer te zien. Hij draagt een Japanse kamerjas en heeft een passer in de hand. De positie van het hoofd is door Vermeer in tweede instantie gewijzigd, wat nog enigszins is te zien.
Op de voorgrond is een gebloemd Perzisch tapijt te zien, dat dient als repoussoir. De op de achtergrond hangende kaart is onduidelijk, misschien de kustlijn van Europa. In ieder geval zijn de contouren van de Middellandse zee zichtbaar. De wereldbol op de kast zou van de hand van Jodocus Hondius of van zijn broer Hendrick zijn. Tegen de muur staat een dure stoel. Onder aan de muur is een rand met Delftse tegeltjes te zien. Op de grond staat een voetenbankje.
Het werk is met Romeinse cijfers gedateerd en n.b. als een van de weinige twee keer gesigneerd; zowel op de kast, als op de muur. Het is vrijwel zeker bedoeld als pendant van het schilderij De astronoom in het Louvre in Parijs dat uit 1668 dateert.

## Pendant

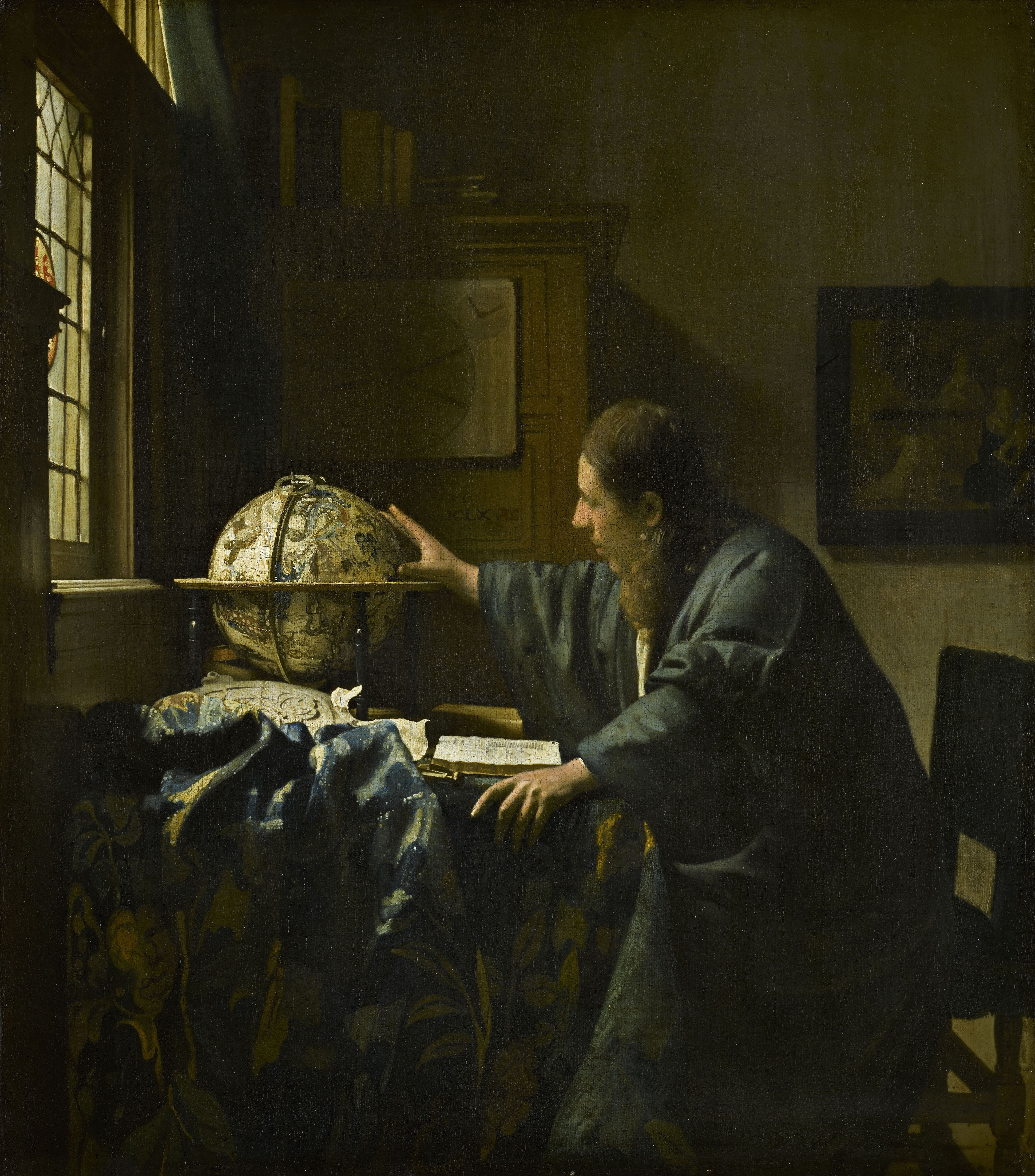
De Astronoom, met hetzelfde model en elementen

De astronoom uit 1668 toont een wetenschapper, die aan de hand van een boek een hemelbol (van Jodocus Hondius) bestudeert. Op zijn werktafel ligt de Institutiones Astronomicae et Geographicae van Adriaan Metius uit 1621 en aan de muur hangt een afbeelding van Mozes. Astronomie en navigatie zijn nauw met elkaar verbonden en Mozes wordt door sommigen beschouwd als de eerste bekende navigator nadat hij het volk Israel door de Rode Zee voerde.
De geograaf uit 1669 toont de wetenschapper in een moment van reflectie; de diverse wetenschappelijke voorwerpen die hem omringen duiden op de activiteiten die aan de contemplatie voorafging. De globe van Jodocus Hondius laat de Indische Oceaan (Orientalis Oceanus) zien hetgeen of een verwijzing is naar de voor de Republiek economisch zo belangrijke regio of het wetenschappelijk karakter van het werk moet benadrukken.  Aan de muur hangt een onduidelijke kaart (met de kustlijn van Europa) (Oceanus Occidentalis) door Willem Jansz. Blaeu uit 1600. Op tafel ligt een boek en een opgerolde kaart van perkament. Het boekje is waarschijnlijk een gebedsboek of een kleine bijbel.

## Van Leeuwenhoek
Het is mogelijk dat de beide schilderijen Antoni van Leeuwenhoek afbeelden, hoewel daar slechts indirect bewijs voor bestaat. Zo waren Van Leeuwenhoek en Vermeer plaatsgenoten en waren zij even oud. Van Leeuwenhoek deed in 1669 zijn landmeterexamen en was na de dood van Vermeer de executeur van diens erfenis.

## Eigenaren

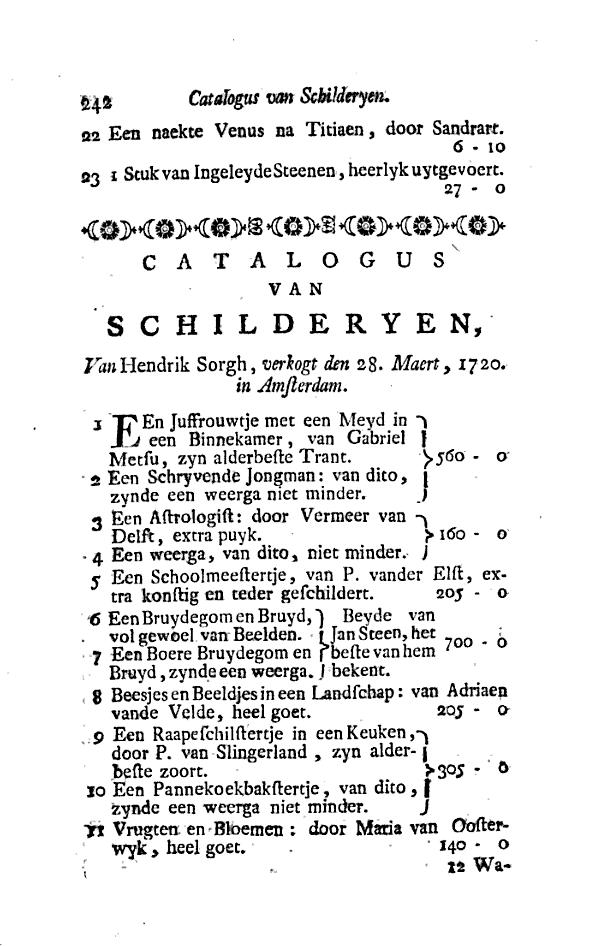
Vermelding van ‘Een Astrologist’ [sic] (De astronoom) en ‘Een weerga’ (De geograaf) in een veiling in 1720.

Omdat de schilderijen van de onderzoekende man zo volledig afwijken van Vermeers overig werk zijn zij vrijwel zeker in opdracht vervaardigd. Een mogelijke opdrachtgever en eigenaar was de Rotterdamse regent Adriaen Paets Sr.. Bij een veiling uit de boedel van diens zoon Adriaen Paets Jr. in Rotterdam op 27 april 1713 wordt voor het eerst gewag gemaakt van "een stuk verbeeldende een Mathematis Konstenaar, door vander Meer" en een ditto door denzelven". Hiermee worden bedoeld De geograaf en De astronoom. De pendanten werden vervolgens in 1720, 1729 en 1778 gezamenlijk geveild om bij een Amsterdamse veiling in 1797 apart te worden verkocht en uiteindelijk te belanden in Frankfurt (De geograaf) en Parijs (De astronoom).
De Amsterdamse Jan Danser Nijman was de laatste verzamelaar die beide schilderijen in zijn bezit had.
In 1885 werd het schilderij gekocht door de Frankfurter Kunstverein. Sindsdien hangt het in het Städel Museum in Frankfurt am Main.